# ويل ليتل
ويل ليتل (بالإنجليزية: Will Little)‏ هو حكم كرة قاعدة ‏ أمريكي، ولد في 2 مارس 1984 في فال برانش في الولايات المتحدة.